# Sonate K. 109
La sonate K. 109 (F.68/L.138) en la mineur est une œuvre pour clavier du compositeur italien Domenico Scarlatti.

## Présentation
La sonate K. 109, en la mineur, notée Adagio — le seul du corpus — alors que le manuscrit de Parme indique Andante Adagio et le ms. Worgan Cantabile, forme une paire avec la sonate K. 110 de mouvement rapide et frémissant. La K. 109 est de style pastorale espagnole, triste et plaintive, « comme un chant d'oiseaux tristes… » (Kathleen Dale).

## Manuscrits
Le manuscrit principal est le numéro 12 du volume XV (Ms. 9771) de Venise (1749), copié pour Maria Barbara ; les autres sont Parme III 3 (Ms. A. G. 31408), ms. Fitzwilliam 1 (Cambridge, 32 F 13) et à Londres, manuscrit Worgan, Add. ms. 31553 (no 1),. Une copie figure à la Morgan Library, manuscrit Cary 703 no 39 ; et deux fois à Saragosse : source 2, B-2 Ms. 31 fos 49v-51r (no 25) et source 3, B-2 Ms. 32, fos 67v-69r (no 34).

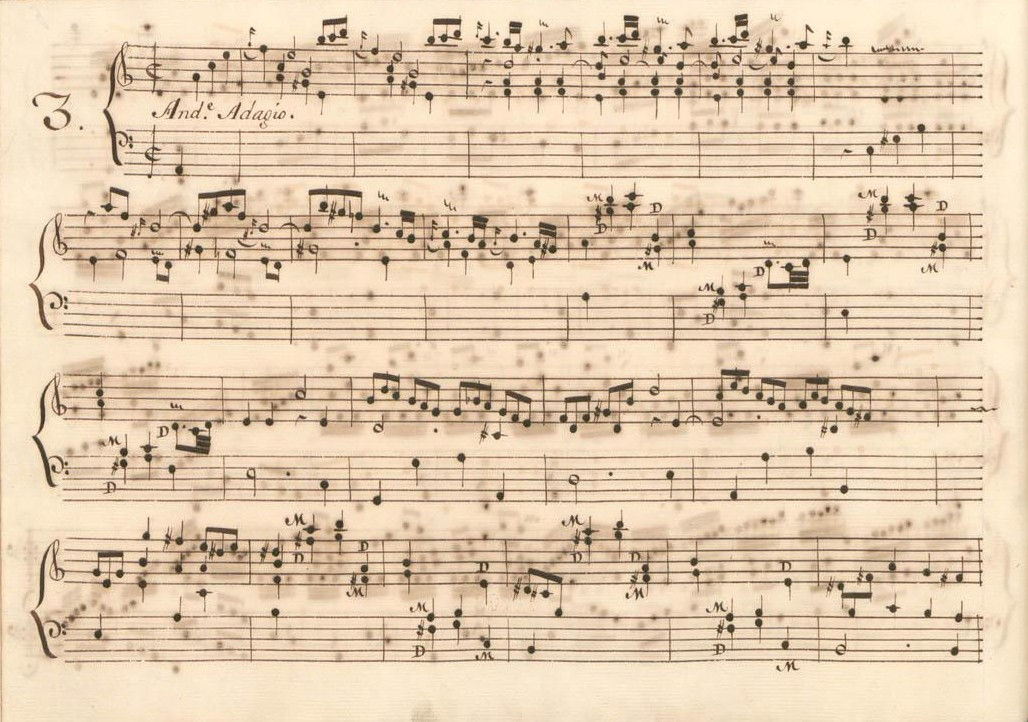
Parme III 3.
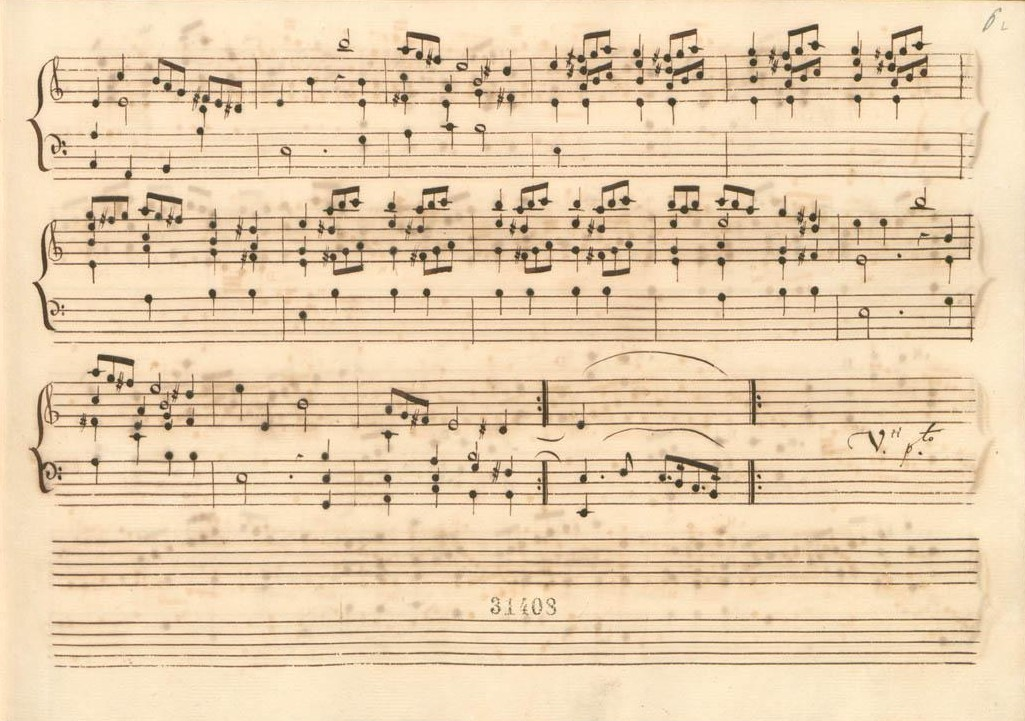
Parme III 3 (fin de la première partie).
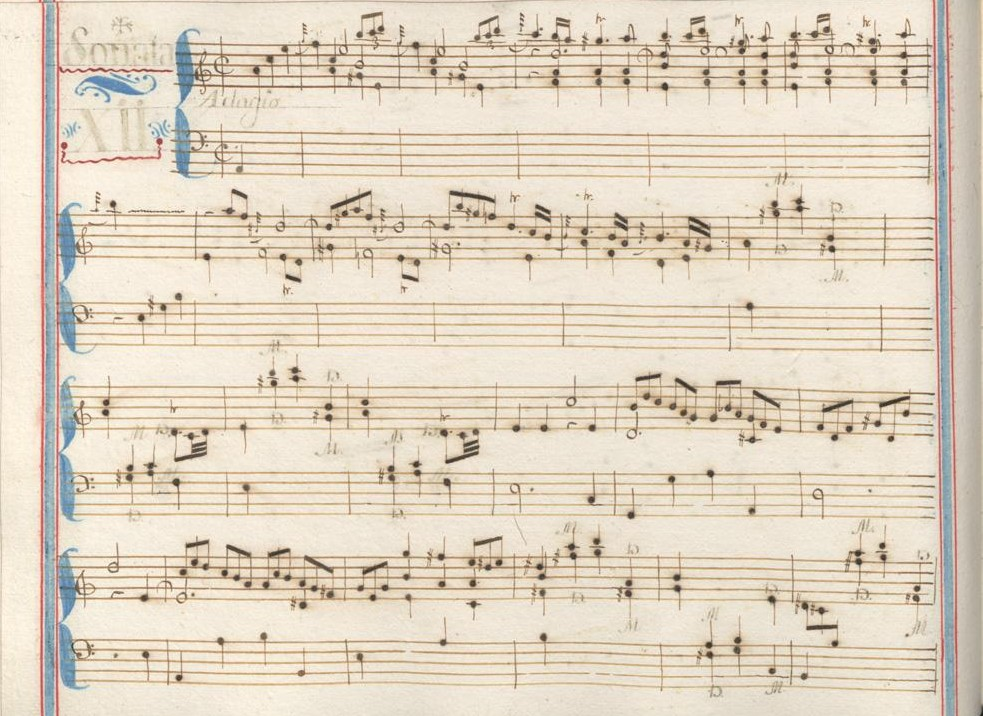
Venise XV 12.

## Interprètes
La sonate K. 109 est défendue au piano, notamment par Alexis Weissenberg (1985, DG), Maria Tipo (1987, EMI), Christian Zacharias (1994, EMI), Michael Lewin (1995, Naxos, vol. 2), Carlo Grante (2009, Music & Arts, vol. 2), Michelangelo Carbonara (2010, Brilliant Classics), Anne Queffélec (2014, Mirare), Daria van den Bercken (2017, Sony), Christian Ihle Hadland (2018, Simax) et Lucas Debargue (2019, Sony) ; au clavecin par Scott Ross (1985, Erato), Luigi Ferdinando Tagliavini (1996, Ermitage), Richard Lester (2005, Nimbus, vol. 6) et Pieter-Jan Belder (Brilliant Classics). Anaïs Gaudemard (2018, Harmonia Mundi) l'interprète à la harpe ; Pascal Boëls à la guitare (2001, Calliope), tout comme Alberto Mesirca (2007, Paladino Music).
Luigi Ferdinando Tagliavini (1996, Ermitage) l'interprète sur un clavecin-pianoforte Giovanni Ferrini (un élève de Cristofori), Florence 1746.

## Sources
: document utilisé comme source pour la rédaction de cet article.
- (en) Kathleen Dale, « Domenico Scarlatti: His Unique Contribution to Keyboard Literature », Proceedings of the Royal Musical Association, no 74,‎ 1948, p. 33–44 (ISSN 0080-4452, OCLC 865210389, lire en ligne)
- Ralph Kirkpatrick (trad. de l'anglais par Dennis Collins), Domenico Scarlatti, Paris, Lattès, coll. « Musique et Musiciens », 1982 (1re éd. 1953 (en)), 493 p. (ISBN 978-2-7096-0118-4, OCLC 954954205, BNF 34689181).
- Alain de Chambure, « Domenico Scarlatti : Intégrale des sonates — Scott Ross », Erato (2564-62092-2), 1985 (OCLC 891183737) .
- (en) Carlo Grante, « Domenico Scarlatti, intégrale des sonates pour clavier (vol. 2) », Music & Arts (CD-1291), 2009 (OCLC 840087257) .
- (es) Celestino Yáñez Navarro (thèse), Nuevas aportaciones para el estudio de las sonatas de Domenico Scarlatti. Los manuscritos del Archivo de Música de las Catedrales de Zaragoza, Universitat Autònoma de Barcelona, 2016 (lire en ligne)